# Coll de Sauva Negra

El Coll de Sauva Negra, respecte del terme de Castellcir

El Coll de Sauva Negra, en alguns mapes anomenat Collet de la Terma, és una collada de 922,9 metres d'altitud situat a cavall dels termes municipals de Castellcir, de la comarca del Moianès, de Centelles, i de Sant Martí de Centelles, de la d'Osona.
Està situada en el sector est del terme castellcirenc, en el meridional del terme de Centelles i en el nord-occidental del de Sant Martí de Centelles. És a llevant de la Sauva Negra, a prop i al nord-est de la Popa, del Castell de Castellcir i de l'església romànica de Sant Martí de la Roca.
El 1868 està documentat amb el nom de Coll d'Armes.